# Д'Исон Лонгвил
Д'Исон Лонгвил (фр. D'Huison-Longueville) насеље је и општина у Француској у региону Париски регион, у департману Есон која припада префектури Етан.
По подацима из 2011. године у општини је живело 1406 становника, а густина насељености је износила 140,04 становника/km². Општина се простире на површини од 10,04 km². Налази се на средњој надморској висини од 70 метара (максималној 145 m, а минималној 53 m).

## Демографија
| 1962. | 1968. | 1975. | 1982. | 1990. | 1999. | 2011. |
| ----- | ----- | ----- | ----- | ----- | ----- | ----- |
| 367   | 425   | 684   | 857   | 1.168 | 1.232 | 1.406 |

График промене броја становника у току последњих година